# Christian Hanke

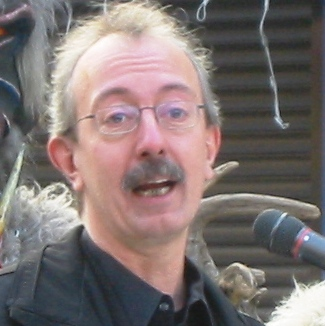
Hanke bei der Eröffnung des Winterwelt-Weihnachtsmarktes 2011 am Potsdamer Platz in Berlin-Mitte

Christian Hanke (* 14. November 1962 in Berlin-Hermsdorf) ist ein deutscher Politiker der SPD. Er war von 2006 bis 2016 Bezirksbürgermeister des Berliner Bezirks Mitte. Er ist Mitglied der katholischen Kirche, geschieden und hat zwei Töchter.

## Leben
Nach seiner Schulausbildung im Berliner Bezirk Reinickendorf studierte er an der FU Berlin Sozialkunde und Deutsch, Philosophie und Erziehungswissenschaft. Dort schloss er das Studium als Studienrat ab. Nach dem Studium arbeitete er als Dozent und Lehrer in Berlin. Außerdem war er wissenschaftlicher Mitarbeiter des Bundestagsabgeordneten Jörg-Otto Spiller (SPD). 1997 promovierte er zum Dr. phil.
Ab 1989 war er Mitglied der Bezirksverordnetenversammlung des damaligen Bezirks Wedding und nach der Fusion 2001 Mitglied der BVV Mitte. Anschließend war er von 2001 bis Oktober 2006 Bezirksstadtrat für Gesundheit und Soziales in Mitte. Als Bürgermeister war er seit 2006 für die Bereiche Gesundheit, Personal, Rechtsamt und Steuerungsdienst verantwortlich. Innerhalb seiner Partei war er von 2002 bis 2012 Kreisvorsitzender von Mitte und von 2004 bis 2010 stellvertretender Landesvorsitzender.
Bei den Berliner Wahlen 2016 verlor die SPD die Mehrheit in der Bezirksverordnetenversammlung von Mitte und Stephan von Dassel (Bündnis 90/Die Grünen) wurde zum neuen Bezirksbürgermeister gewählt.

## Schriften
- Die Deutschlandpolitik der Evangelischen Kirche in Deutschland von 1945 bis 1990. Eine politikwissenschaftliche Untersuchung unter besonderer Berücksichtigung des kirchlichen Demokratie-, Gesellschafts- und Staatsverständnisses (= Schriftenreihe der Gesellschaft für Deutschlandforschung. Bd. 68). Duncker & Humblot, Berlin 1999, ISBN 3-428-09453-0 (Zugl.: Berlin, Freie Univ., Diss., 1997).